# Le Chat (lessive)
Pour les articles homonymes, voir Le Chat.

Logo de la marque Le Chat

Le Chat est une marque commerciale de savon et de lessive, propriété de la multinationale allemande Henkel.

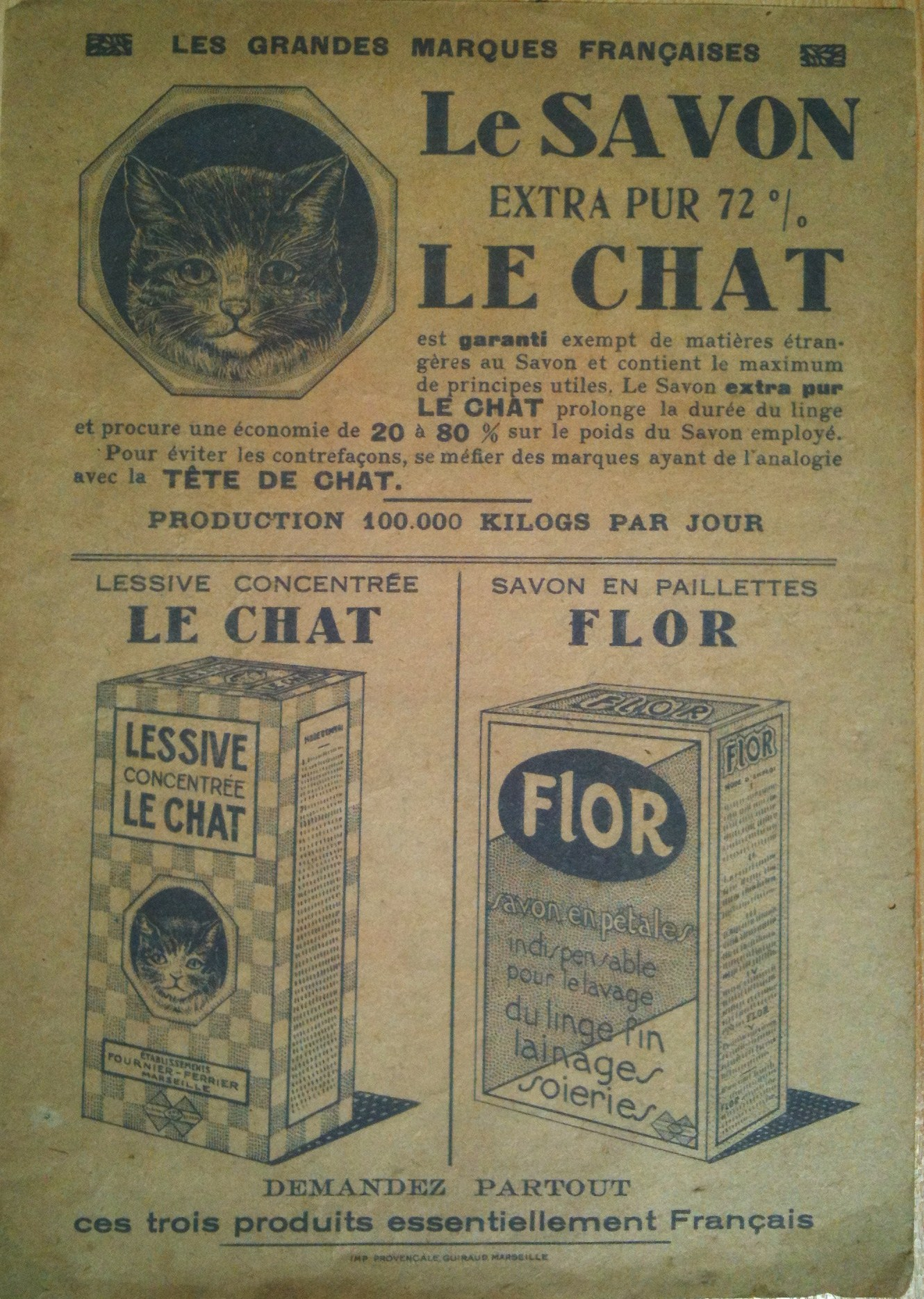
Le Chat, savon et lessive, publicité 1920

## Historique
La marque Le Chat a été créée au début du XXe siècle par la savonnerie marseillaise C. Ferrier et Cie, qui en 1931 fusionna avec les Éts Fournier. On commercialisa des savons en forme de cube. L'entreprise et sa marque ont été rachetées en 1950 par la Société Générale des Matières Grasses. En 1959, l'entreprise se fédéra, avec d'autres savonneries, dans le groupe Unipol (Union Industrielle des Produits Oléagineux), qui en 1974 entra dans le regroupement Union Générale de Savonnerie de Marseille (UGS), avant d'être pris par le groupe allemand Henkel, en 1986.

### Communication
La marque s'est fait largement connaître en 1989 par une publicité selon laquelle, sur fond de décor champêtre et bucolique, elle vantait son produit-phare Le Chat - machine en soulignant qu'il était « sans phosphates » et qu'il « protégeait l'environnement ». Peu après la publicité a été détournée par Les Nuls par une parodie de publicité reprenant les codes de la publicité d'Henkel, avec utilisation d'un (faux) chat que le consommateur mettait dans sa machine à laver.